# Flickr
Flickr är en webbtjänst för uppladdning av digitala bilder och videofilmer i privata eller publika fotoalbum. Flickr är även en community som gör det möjligt för användare att skapa och använda sig av diskussionsgrupper samt kommentera bilder och videoklipp. Användare kan skapa ett Flickr-konto eller logga in med Facebook eller Google för att ha ett konto på Flickr. Man kan automatiskt "tagga" sina bilder med Creative commons som licens.
Flickr erbjuder ett flertal olika tjänster, bland annat är det möjligt för användare att "tagga" sina egna och andras material vilket underlättar vid sökning. Idén till att erbjuda användarna möjlighet att tagga sina bilder kom från social bookmarking-sajten Delicious grundare, Joshua Schachter.
Flickr-tjänsten lanserades 2004 av det kanadensiska företaget Ludicorp, men togs över av amerikanska Yahoo! år 2005.